# موسيقى فرنسية

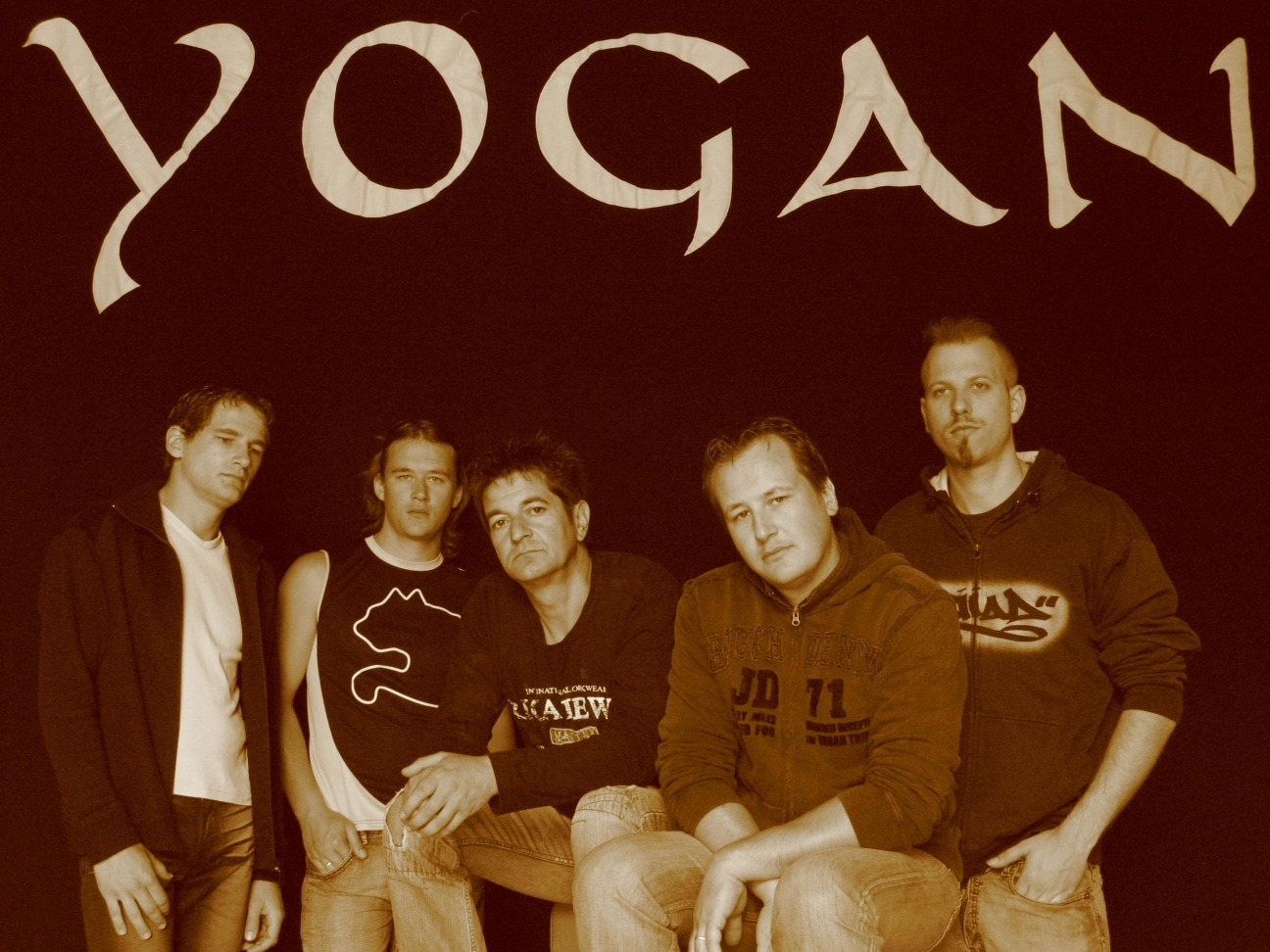
صورة لمجموعة الموسيقى السلتية "يوغان"

في فرنسا، تعكس الموسيقى مجموعة متنوعة من الأساليب. في مجال الموسيقى الكلاسيكية، أنتجت فرنسا عدة ملحنين رومانسيين بارزين، في حين شهدت الموسيقى الفولكلورية والشعبية نشأة أسلوبي شانسون وكباريه. نال أول جهاز تسجيل صوت في العالم، الفونوتوغراف، براءة اختراعه في فرنسا لمخترعه إدوارد ليون سكوت دي مارتينفيل في عام 1857. فرنسا خامس أكبر سوق من حيث القيمة في العالم أيضًا، وقد أنتجت صناعة الموسيقى فيها العديد من الفنانين المشهورين عالميًا، ولا سيما في نوفو شانسون والموسيقى الإلكترونية.

## الموسيقى الكلاسيكية

### القرون الوسطى
يرجع تاريخ الموسيقى الفرنسية إلى الأورجانوم في القرن العاشر، وتلته مدرسة نوتردام، وهو أسلوب تأليف بالأورجانوم. أُلفت أغاني تروبادور عن الفروسية والحب النبيل باللغة الأكستانية بين القرنين العاشر والثالث عشر، وازدهر شعراء تروفيريه الملحنون في شمال فرنسا في هذه الفترة. كانت الآلات الوترية القوسية خيارهم. بحلول نهاية القرن الثاني عشر، نشأ نوع من الغناء سُمي بالموتيه، ورافقه موسيقيون مسافرون سُميوا بالمغنين المتجولين. في القرن الرابع عشر، أنتجت فرنسا نوعين بارزين من الموسيقى هما آرس نوفا وآرس سوبتيليور.

### عصر النهضة
صارت دوقية برغونية، والتي كانت منطقة ناطقة بالفرنسية في معظمها ومتحدة مع مملكة فرنسا في 1477، مركزًا رئيسًا للتطور الموسيقي في قارة أوروبا الموسيقية. أعقب ذلك ظهور مدرستي الشانسون والبرغونية.

### عصر الباروك
ضم المؤلفون المؤثرون جان باتيست لولي، ومارك أنتوان شاربنتييه، وإليزابيث جاك دو لا غير، ولويس كوبران، وفرانسوا كوبران، وجاك شامبيون دو شامبيونيير. كتب جان فيليب رامو، وهو مؤلف أوبرا بارز، أطروحة مؤثرة عن النظرية الموسيقية، ولا سيما في ثيمة الانسجام، إضافة إلى أنه قدم الكلارينيت في أوركستراه. في نهاية عصر النهضة وبداية الفترة الباروكية، انتشر نوع شعبي من الموسيقى الصوتية الدنيوية سُمي أير دو كو في جميع أنحاء فرنسا.

### الأوبرا
رُبما كانت أكيبار روي دو موغول أول أوبرا فرنسية، وأُديت أول مرة في كاربنيتراس في 1646. أعقبه فريق بيير بيرين وكامبير، الذين نجحت أوبرا بيستورال إن ميوزك الخاصة بهما عندما أُديت في إيسي ليه مولينو، وانتقل الزوجان إلى باريس ليُنتجا بومون (1671) وليه بيين إيه ليه بليزير دو لامور (1672).
بدأ جان باتيست لولي، الذي كان قد اشتُهر بتأليف باليهات للويس الرابع عشر، بإنشاء نسخ فرنسية من أوبرا سيريا الإيطالية، وهو نوع من الأوبرا التراجيدية المعروف باسم تراجيدي ليريك أو تراجيدي آن موزيك (انظر التراجيديا الغنائية الفرنسية). كانت الأولى كادموس في عام 1673. ترافقت غزوات لولي في المأساة الأوبرالية مع ذروة التراجيديا المسرحية الفرنسية بقيادة كورني وراسين.
طور لولي كذلك أنماط الإيقاع الشائعة التي يستخدمها قادة الأوركسترا حتى يومنا هذا وكان أول آخذي دور قيادة الأوركسترا من موقع الكمان الأول.
ألف الملحن الفرنسي جورج بيزيه كارمن، إحدى أشعر الأوبرات وأكثرها رواجًا.

### العصر الكلاسيكي
كان كلود بالباستر عازف أرغن وقيثارة وبيانو. كان أحد أشهر الموسيقيين في عصره.
يُذكر أونري مونتان بيرتون، ابن بيير، في المقام الأول بصفته مؤلف أوبرا، وأُدي معظم ما ألفه في أوبرا كوميك.
كسب شيلار معيشته بمعظمها من عمله عازف بيانو في أوبرا باريس. في 1827، كانت أوبرا مكبث إخفاقًا كبيرًا في باريس، لكنها نجحت أيما نجاح في ميونخ.
تزوج جان إيبوليت دوفيم من مديرة أوبرا باريس. أعمالها المعروفة الوحيدة هي أغنية «لا دام جاسانت» وأوبرا براكسيتيل، ما كان نجاحًا استمر لستة عشر أداء.
ساهم عازف القيثارة والملحن جاك دولفي بقاموس جان جاك روسو، من أجل المقالات المتعلقة بفن العزف على القيثارة.

### العصر الرومانسي
كان هيكتور بيرليوز أحد أكبر الملحنين الفرنسيين في زمانه، وأحد أكثر الملحنين إبداعًا في العصر الرومانسي المبكر.
في نهاية القرن التاسع عشر، أعاد رواد مثل جورج بيزيه وجول ماسينيه وغابرييل فوري وموريس رافيل وكلود ديبوسي الموسيقى الفرنسية. كان للأخيرَين أثر هائل على موسيقى القرن العشرين – في فرنسا وخارجها- وأثرا على ملحنين كبار مثل بيلا بورتوك وإيغور سترافينسكي. كان إريك ساتي ملحنًا مهمًا للغاية أيضًا في تلك الحقبة، ويصعب تنصيف موسيقاه.

### القرن العشرين
شهدت بداية القرن العشرين ازدهار الموسيقى الكلاسيكية الجديدة بفرنسا، ولا سيما لملحنين مثل ماري بولنجي، وناديا بولنجي، وألبرت روسيل وليس سيكس، وهم مجموعة من الموسيقيين الذين احتشدوا حول ساتي. لاحقًا في القرن نفسه، أثبت أوليفييه ميسيان، وأونري دوتيليو وبيير بوليه أهميتهم. كان الأخير شخصية رائدة في السريالية في حين أدرج ميسيان التأثيرات الآسيوية (وخاصة الهندية) وصوت الطيور وترجم دوتيليو إبداعات ديبوسي وبارتوك وسترافينسكي إلى لغته الموسيقية الخاصة والشخصية للغاية.
أهم مساهمة فرنسية في الابتكار الموسيقي خلال السنوات الخمس والثلاثين الماضية هي شكل من أشكال التأليف بمساعدة الكومبيوتر يسمى «بالموسيقى الطيفية». لم يبدأ التقدم التقني المذهل للملحنين الطيفيين في السبعينيات إلا مؤخرًا في تحقيق اعتراف واسع النطاق في الولايات المتحدة، ومن أبرز الملحنين في هذا السياق جيرار جريسي وتريستان موريل وكلود فيفييه.

## الموسيقى الفولكلورية
نجت الأنماط التقليدية للموسيقى في المناطق النائية مثل جزيرة كورسيكا وجبل أوفيرني، فضلًا عن المناطق الأكثر قومية في الباسكبون والبريطون. في كثير من الحالات، جرى إحياء التقاليد الشعبية في السنوات الأخيرة نسبيًا من أجل تلبية احتياجات السياح. تميل هذه المجموعات الفولكلورية إلى التركيز على ألحان أوائل القرن العشرين واستخدام أكورديون البيانو.

### باريس
في عام 1900 بباريس، ظهر نمط جديد من الفالس، اسمه «فالس موزيت»، وهو تطور عن «بال- موزيت» يُعرف أيضًا باسم «الفالس الفرنسي». كان أيمابل، وإميل فاشيه، ومارسيل أزولا، وإيفيت أورنر، وأندريه فيركوران، عازفي أكورديون شهيرين عزفوا فالس موزيت. ثمة كذلك يان تييرسان وأميلي (الموسيقى التصويرية)  الخاصة بأميلي من مونتمارتر.

### غرب فرنسا
يتألف غرب فرنسا من بيه دو نانتيه، ومحافظات فونديه وأنجو ومين ومنطقة بواتو شرنت. ظلت تقاليد غناء البالاد، والأغاني الراقصة، وعزف الفيدل موجودة، بصورة رئيسة في بواتو وفونديه. جمع جيروم بوجو جمعًا موسعًا في المنطقة، وما يزال مؤلفه ذو المجلدين «الأناشيد والأغاني الشعبية للمقاطعات الغربية: بواتو وسانتون وأونيس وأنغوموا» (نيور، 1866) المجموعة البحثية الرئيسة للموسيقى والأغاني. في العقود الأخيرة، بذل جون رايت وكلود ريبوالو (وغيرهم) جهودًا حثيثة في جمع التقاليد الباقية وتحليلها والترويج لها.